# جوردن ويب
جوردن ويب (24 مارس 1988 - ) هو لاعب كرة قدم كندي في مركز جناح ‏. لعب مع نادي تامبينس روفرز ونادي هوم يونايتد وهاوجانج يونايتد ويانج لايونز وToronto Lynx ‏ وCleveland Internationals ‏ وSaint Louis FC U23 ‏ وYork Region Shooters ‏.

## وصلات خارجية
- جوردن ويب على موقع قاعدة بيانات كرة القدم.إي يو (الإنجليزية)
- جوردن ويب على موقع Soccerway.com (الإنجليزية)